# ريد ديلارد موريسون
ريد ديلارد موريسون (بالإنجليزية: Dillard Morrison)‏ هو Q46961 أمريكي، ولد في 1919 في ألاباما في الولايات المتحدة، وتوفي في 7 يوليو 1998 بسبب سرطان المثانة.